# Gene Hairston
Eugene Hairston jr. (* 1. Juli 1929 in Harlem, New York City; † 24. November 2014) war ein US-amerikanischer Profiboxer. Er war einer der ersten Profisportler mit einem Handicap.
Im Alter von zwei Jahren erkrankte Gene Hairston an Kinderlähmung und verlor sein Gehör. Bis er 15 war, besuchte er eine Gehörlosenschule, musste die Schule aber dann verlassen, um seine Familie zu unterstützen. Schwarz, gehörlos und aus armem Elternhaus, lebte er isoliert und menschenscheu in Harlem, bis ihn der Boxtrainer Mike Steel vom „Tremont Athletic Club“ von der Straße holte. Steel unterrichtete seinen Schützling nicht nur im Boxen, sondern auch im Lippenlesen.
Innerhalb von drei Jahren entwickelte sich Hairston, der den Beinamen „Silent“ erhielt, zu einem exzellenten Boxer. Als Amateur gewann er 1947 das „Golden Gloves“-Turnier und wurde US-amerikanischer Amateurmeister. Noch im selben Jahr wurde er Profi und focht er 63 Kämpfe aus, von denen er 45 gewann, 24 durch KO. Da Hairston den Gong zum Ende einer Runde nicht hören konnte, wurde für ihn ein Lichtsignal geschaltet. Einer seiner bekanntesten Gegner war sein Sparringspartner Jake LaMotta, gegen den er zweimal kämpfte; ein Kampf endete unentschieden, den anderen verlor Hairston.
1952 musst Hairston wegen einer Augenverletzung mit dem Boxen aufhören. Anschließend arbeitete er viele Jahre für UPS. Er lebte mit seiner Frau, die ebenfalls gehörlos ist, auf Roosevelt Island. Er besuchte gehörlose Kinder in Schulen, um sie zu motivieren. 1975 wurde er in die American Athletic Association of the Deaf Hall of Fame aufgenommen.